# شدرخ وميشخ وعبدنغو

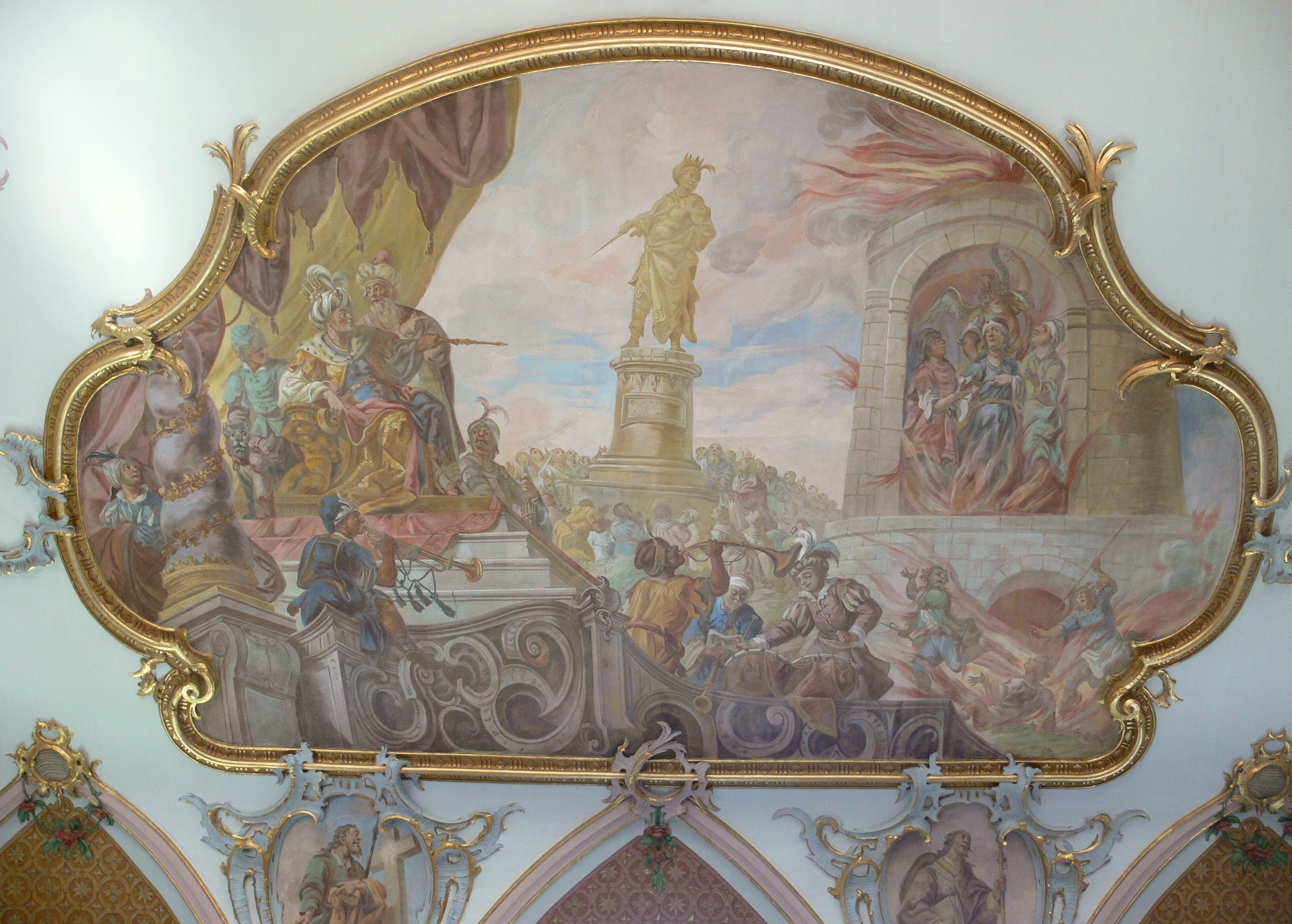
لوحة فرانز جوزيف هيرمان لشدرخ وميشخ وعبدنغو وأمامهم الملك نبوخذ نصر الثاني.

شدرخ وميشح وعبدَنَغو وإسمهم الحقيقي حننيا وميشائيل وعزريا هم ثلاثة شخصيات يهودية ذكرت في الكتاب المقدس في سفر دانيال وقد كانوا أصدقاء لدانيال حيث أنهم جائوا معاً في السبي البابلي الأول في سنة 605 ق م، وقد ذكر أنهم كانوا يعملون في البلاط الملكي لنبوخذ نصر الثاني.

## القصة
وفقاً للكتاب المقدس أن مجموعة من البابليين أرادوا التخلص منهم فقاموا ببناء تمثال لإله بابلي من الذهب طوله 60 ذراع ونصبه في بقعة دورا في ولاية بابل ثم ارسل نبوخذ نصر الملك ليجمع المرازبة والشحن والولاة والقضاة والخزنة والفقهاء والمفتين وكل حكام الولايات لياتوا لتدشين التمثال الذي نصبه نبوخذناصر الملك. 3 حينئذ اجتمع المرازبة والشحن والولاة والقضاة والخزنة والفقهاء والمفتون وكل حكام الولايات لتدشين التمثال الذي نصبه نبوخذناصر الملك ووقفوا امام التمثال الذي نصبه نبوخذناصر. ونادى مناد بشدة قد امرتم ايها الشعوب والامم والالسنة عندما تسمعون صوت القرن والناي والعود والرباب والسنطير والمزمار وكل أنواع العزف ان تخروا وتسجدوا لتمثال الذهب الذي نصبه نبوخذناصر الملك. ومن لا يخر ويسجد ففي تلك الساعة يلقى في وسط اتون نار متقدة. لاجل ذلك وقتما سمع كل الشعوب صوت القرن والناي والعود والرباب والسنطير وكل أنواع العزف خر كل الشعوب والامم والالسنة وسجدوا لتمثال الذهب الذي نصبه نبوخذناصر الملك لاجل ذلك تقدم حينئذ رجال كلدانيون واشتكوا على اليهود. اجابوا وقالوا للملك نبوخذناصر ايها الملك عش إلى الابد. أنت أيها الملك قد اصدرت امرا بان كل إنسان يسمع صوت القرن والناي والعود والرباب والسنطير والمزمار وكل أنواع العزف يخر ويسجد لتمثال الذهب. ومن لا يخر ويسجد فانه يلقى في وسط اتون نار متقدة. يوجد رجال يهود الذين وكلتهم على أعمال ولاية بابل شدرخ ومشيخ وعبد نغو.هؤلاء الرجال لم يجعلوا لك ايها الملك اعتبارا.الهتك لا يعبدون ولتمثال الذهب الذي نصبت لا يسجدون حينئذ أمر نبوخذناصر بغضب وغيظ باحضار شدرخ وميشخ وعبد نغو.فاتوا بهؤلاء الرجال قدام الملك.  فأجاب نبوخذناصر وقال لهم.تعمدا يا شدرخ وميشخ وعبد نغو لا تعبدون الهتي ولا تسجدون لتمثال الذهب الذي نصبت. 15 فان كنتم الآن مستعدين عندما تسمعون صوت القرن والناي والعود والرباب والسنطير والمزمار وكل أنواع العزف إلى أن تخروا وتسجدوا للتمثال الذي عملته.وان لم تسجدوا ففي تلك الساعة تلقون في وسط اتون النار المتقدة.ومن هو الإله الذي ينقذكم من يدي. فاجاب شدرخ وميشخ وعبد نغو وقالوا للملك.يا نبوخذناصر لا يلزمنا أن نجيبك عن هذا الأمر.  هوذا يوجد الهنا الذي نعبده يستطيع أن ينجينا من اتون النار المتقدة وان ينقذنا من يدك ايها الملك. والا فليكن معلوما لك ايها الملك اننا لا نعبد الهتك ولا نسجد لتمثال الذهب الذي نصبته  حنيئذ امتلا نبوخذناصر غيظا وتغير منظر وجهه على شدرخ وميشخ وعبد نغو.فاجاب وامر بان يحموا الأتون سبعة اضعاف أكثر مما كان معتاداً أن يحمى. وأمر جبابرة القوة في جيشه بان يوثقوا شدرخ وميشخ وعبد نغو ويلقوهم في آتون النار المتقدة. ثم اوثق هؤلاء الرجال في سراويلهم واقمصتهم وارديتهم ولباسهم والقوا في وسط آتون النار المتقدة. ومن حيث أن كلمة الملك شديدة والآتون قد حمي جدا قتل لهيب النار الرجال الذين رفعوا شدرخ وميشخ وعبد نغو. وهؤلاء الثلاثة الرجال شدرخ وميشخ وعبد نغو سقطوا موثقين في وسط اتون النار المتقدة حينئذ تحير نبوخذناصر الملك وقام مسرعا فاجاب وقال لمشيريه الم نلقي ثلاثة رجال موثقين في وسط النار.فاجابوا وقالوا للملك صحيح أيها الملك. أجاب وقال ها انا ناظر أربعة رجال محلولين يتمشون في وسط النار وما بهم ضرر ومنظر الرابع شبيه بابن الالهة. 26 ثم اقترب نبوخذناصر إلى باب اتون النار المتقدة واجاب فقال يا شدرخ وميشخ وعبد نغو يا عبيد الله العلي اخرجوا وتعالوا.فخرج شدرخ وميشخ وعبد نغو من وسط النار. فاجتمعت المرازبة والشحن والولاة ومشيرو الملك وراوا هؤلاء الرجال الذين لم تكن للنار قوة على اجسامهم وشعرة من رؤوسهم لم تحترق وسراويلهم لم تتغير ورائحة النار لم تاتي عليهم. فاجاب نبوخذناصر وقال تبارك اله شدرخ وميشخ وعبد نغو الذي ارسل ملاكه وانقذ عبيده الذين اتكلوا عليه وغيروا كلمة الملك واسلموا اجسادهم لكيلا يعبدوا أو يسجدوا لاله غير الههم. فمني قد صدر أمر بان كل شعب وامة ولسان يتكلمون بالسوء على اله شدرخ وميشخ وعبد نغو فانهم يصيرون اربا اربا وتجعل بيوتهم مزبلة إذ ليس اله آخر يستطيع أن ينجي هكذا. حينئذ قدم الملك شدرخ وميشخ وعبد نغو في ولاية بابل.

## معرض الصور

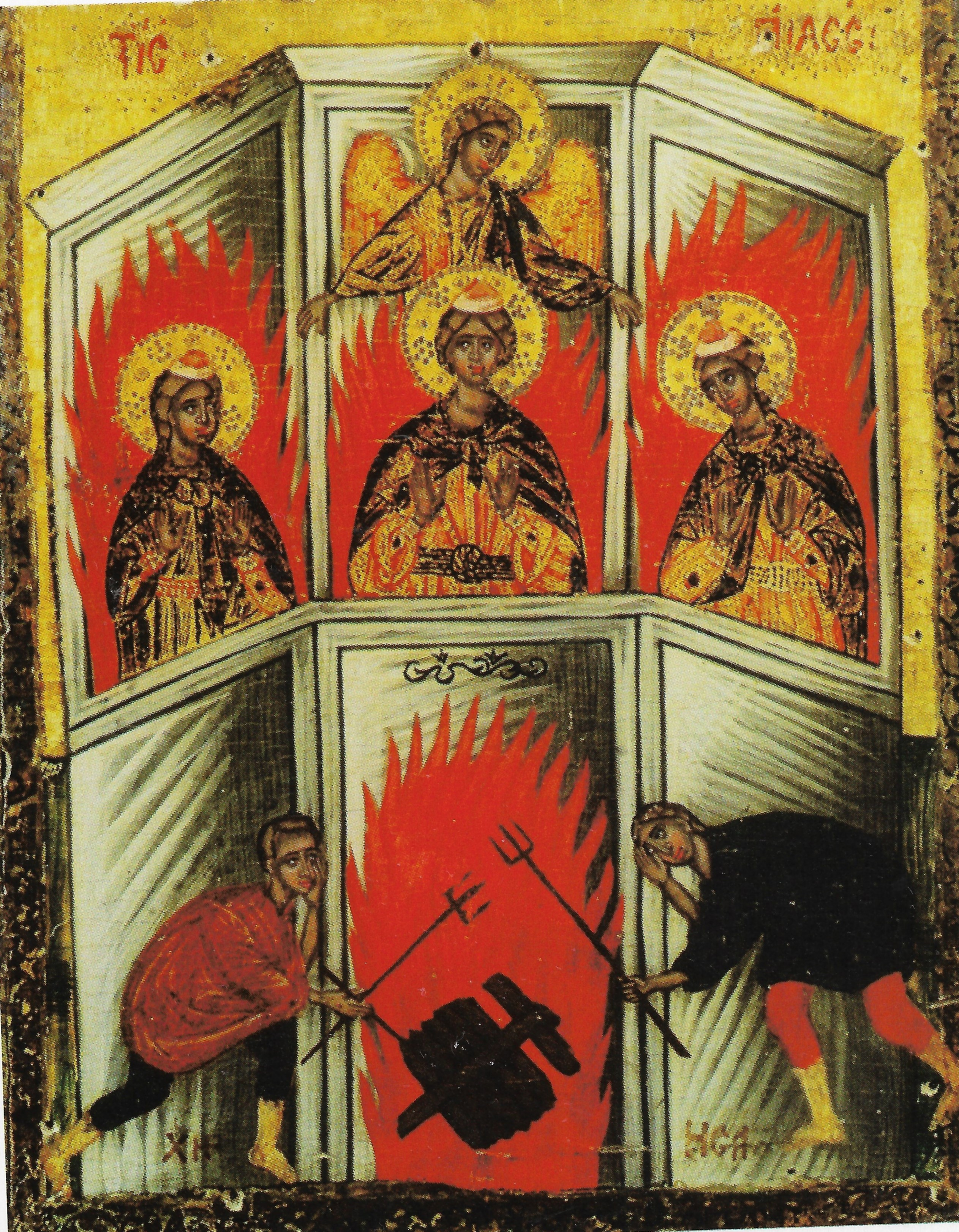
أيقونة الفتية الثلاثة في الآتون